# 伊東光晴
伊東 光晴（いとう みつはる、1927年9月11日 - ）は、日本の経済学者。専門は理論経済学。京都大学名誉教授、復旦大学（中国）名誉教授、福井県立大学名誉教授。吉野作造賞等受賞。紫綬褒章受章。東京都出身。

## 活動
一橋の杉本栄一ゼミや都留重人ゼミで学び、杉本の影響の下、近代経済学、マルクス主義を介した理論経済学の研究に従事する。また同期の山口敏明（東ソー社長や経済同友会副代表幹事を歴任）らとともに一橋新聞部にも参加。予科同期の佐藤金三郎（元横浜国立大学教授）とは生涯親しく交友した。
敗戦により、社会のロマンを解こうと経済学の道に入る。特別研究生時代は、日曜日朝から杉本の家で開かれるゼミに、同じく特別研究生の浅野栄一（中央大学名誉教授）や、ゼミOBの宮崎義一（京都大学名誉教授）、宮崎犀一（元東京女子大学教授）とともに出席し、杉本とともに宮川公男（一橋大学名誉教授）、玉井龍象（金沢大学名誉教授）、近藤鉄雄（大蔵官僚、元労働大臣）らの指導を行った。
指導教官杉本の急逝に伴い、杉本の同期だった笠信太郎や田中愼次郎から朝日新聞社に誘われたり、森嶋通夫からも大阪大学に誘われたが、東京に留まるため東京外国語大学に着任。経済学専攻ではない学生の関心に合わせジョン・メイナード・ケインズを使ったイギリス社会・経済思想やヨーゼフ・シュンペーターを通じたドイツ社会・経済思想などの研究を始めた。
経済学の理論的・思想的研究、現代資本主義論の研究を進めた。経済学に技術の問題、経営の問題が抜けていることをいち早く指摘。とりわけ、経済企画庁（現・内閣府） ― 国民生活審議会 では、第1次から長年にわたり委員をつとめた。また、「エコノミスト賞」選考委員会委員長（～第47回）をつとめた。1960年代から80年代にかけては市民の立場に立ったテレビ解説でも知られた。

## 略歴

### 学歴
- 1945年 - 東京都立第三中学校（現東京都立両国高等学校）卒業（42回）、陸軍経理学校入学、東京商科大学（現一橋大学）予科入学[5]
- 1948年 - 東京商科大学（現一橋大学）学部入学
- 1951年 - 東京商科大学（現一橋大学）学部卒業
- 1954年 - 東京商科大学大学院特別研究生修了
- 1956年 - 東京商科大学大学院特別研究生修了

### 職歴
- 1956年 - 東京外国語大学講師
- 1961年 - 東京外国語大学外国語学部助教授
- 1967年 - 東京外国語大学外国語学部教授（1970年3月まで）
- 1970年 - 法政大学非常勤講師
- 1971年 - 法政大学経済学部教授
- 1977年 - 千葉大学人文学部教授
- 1981年 - 千葉大学評議員（1983年まで）
- 1985年 - 京都大学経済学部教授（経営政策大講座）
- 1987年1月 - 京都大学大学院経済学研究科現代経済学専攻創設委員長
- 1987年4月 - 京都大学大学院経済学研究科現代経済学専攻現代経済学講座教授
- 1988年 - 京都大学評議員（1990年1月まで）
- 1990年1月 - 京都大学経済学部長・大学院経済学研究科長（1991年3月まで）
- 1991年9月 - 放送大学教養学部教授（1996年3月まで）
- 1996年 - 福井県立大学大学院経済・経営学研究科初代研究科長
- 1996年 - 鹿児島経済大学大学院開設準備委員会顧問
- 2001年 - 学校法人津曲学園理事（2013年3月まで）
- 早稲田大学客員教授

#### 学外における役職
1978年から1983年まで理論経済学会理事、1985年経済学史学会幹事、1986年経済政策学会常任理事。
日本学術振興会学術顧問、郵政省電気通信審議会NTT特別部会長、厚生省中央社会保険医療協議会調査実施小委員会委員長、厚生省少子・高齢社会看護問題検討会座長、厚生省歯科医師の需給に関する検討会座長、経済企画庁国民生活審議会委員、財団法人生命保険文化センター評議員、毎日新聞社「エコノミスト賞」選考委員会委員長、医療経済研究機構所長などを歴任。

## 受賞歴・叙勲歴
- 1967年 - 吉野作造賞（第2回）『経済政策における保守と革新』
- 1984年 - 交通文化功労賞（第31回）
- 1992年 - 紫綬褒章

## 主張
- 岩田規久男が主張する通貨供給量の増加に伴う「人々の期待に働きかけ」を「おまじないのような話」「戦争中の『皇道経済学』」と批判している[7]。
- 原発について「原子力発電の最大の問題は廃棄物の処理ができないことである。現在（2014年）、放射性物質を除去・分解する技術はない」と指摘している[8]。

## 批評
- 宮崎哲弥は、リフレの重要性を説く松尾匡の著書『ケインズの逆襲、ハイエクの慧眼』（PHP新書、2014年）を論じる中で、左派・リベラル派の経済政策のワールド・スタンダードを教えてくれ、伊東一派が隠蔽したものが明記してある、と述べている[9]。

- 依田高典は、伊東経済学というものはよく判らない。現実馬鹿を哀れみ、理論崇拝者を侮辱し、前者に対しては理論家として、後者に対しては経験主義者の如く振る舞う。奥行きが広く、捉え所がない。しかし、魅力がある。その根源が何であるのか、常々考えるが答えは見つからない。一言で云えば、「強烈なリアリズムと根強い常識」というものであろう。と述べている。（『不確実性と意思決定の経済学』）

- "全て"の財の価格が市場均衡的に需給の一致した点で決まるという考えかたには批判的であり、青木昌彦は学生に、伊東先生の授業でバッテンを描いて価格決定を説明するとそのままバッテンをもらうぞと助言していた。

- 都留重人は、伊東が一つの型にはまらず、状況に応じて有用な理論を持ってきて、政策を論じることから double-jointed 経済学だと評していた。

## 弟子
弟子に村田修造（元大阪成蹊短期大学教授）、中村達也（中央大学名誉教授）、渡会勝義（元早稲田大学教授）、岡敏弘（京都大学教授）、岩本武和（西南学院大学教授）、根井雅弘（京都大学教授）、井上義朗（中央大学教授）、依田高典（京都大学教授）、服部茂幸（同志社大学教授）、広瀬弘毅（福井県立大学教授）らがいる。

## 著書

### 単著
- 『経済学入門-激動する現代資本主義の核はなにか-』（光文社<カッパ・ブックス>、1962年）
- 『ケインズ：“新しい経済学”の誕生』（岩波新書、1962年）
- 『大量消費時代：消費革命・流通革命・産業構造』（河出書房、1964年）
- 『近代価格理論の構造：競争・寡占・独占』<現代経済学叢書>（新評論、1965年）
- 『新しいインフレーション：現代資本主義と日本経済の病』（河出書房、1966年）
- 『保守と革新の日本的構造』（筑摩書房、1970年）
- 『現代の資本主義：やさしい経済セミナー』（筑摩書房、1971年）
- 『生活のなかの経済学』（朝日新聞社1972年）のち講談社学術文庫
- 『現代経済を考える』（岩波新書、1973年）
- 『君たちの生きる社会』（筑摩書房<ちくま少年図書館>、1978年）のち文庫
- 『行革：臨調答申をどう読むか』（岩波ブックレット、1982年）
- 『人類の知的遺産 ケインズ』（講談社、1983年）のち学術文庫
- 『経済学は現実にこたえうるか：日本経済への政策提言』（岩波書店、1984年）
- 『現代の資本主義-やさしい経済セミナー-』（筑摩書房、1984年）
- 『転換期の日本経済』（日本放送出版協会、1985年）
- 『現実のなかの経済学：経済戯評』（岩波書店、1987年）
- 『技術革命時代の日本：経済学は現実にこたえうるか』（岩波書店、1989年）
- 『日本経済と産業と企業』放送大学、1992年）
- 『岩波市民大学 人間の歴史を考える(15)/21世紀の世界と日本』岩波書店、1995年）
- 『サービス産業論：サービス産業と公共政策』放送大学、1996年）
- 『「経済政策」はこれでよいか：現代経済と金融危機』（岩波書店、1999年）
- 『日本経済の変容：倫理の喪失を超えて』（岩波書店、2000年）
- 『現代に生きるケインズ：モラル・サイエンスとしての経済理論』（岩波新書、2006年）
- 『日本経済を問う―誤った理論は誤った政策を導く』（岩波書店、2006年）
- 『政権交代の政治経済学：期待と現実』（岩波書店、2010年）
- 『日本の伏流：時評に歴史と文化を刻む』（筑摩書房、2011年）
- 『原子力発電の政治経済学』（岩波書店、2013年）
- 『アベノミクス批判――四本の矢を折る』（岩波書店、2014年）
- 『ガルブレイス：アメリカ資本主義との格闘』（岩波新書、2016年）

### 著作集
- 『伊東光晴／経済学を問う 1：現代経済の理論』（岩波書店、1998年）
- 『伊東光晴／経済学を問う 2：現代経済の変貌』（岩波書店、1997年）
- 『伊東光晴／経済学を問う 3：現代経済の現実』（岩波書店、1998年）

### 共著
- 『住みよい日本－国民生活の診断－』（柴田徳衛、長洲一二、野口雄一郎、宮本憲一、吉田震太郎との共著、岩波書店、1964年）
- 『経済学のすすめ <学問のすすめ3>』（佐藤金三郎との共著、筑摩書房、1968年）
- 『昭和史の瞬間』上・下（朝日ジャーナル編、朝日新聞社<朝日選書>、1974年）
- 『世界の企業-アメリカの産業と企業-』<シリーズ比較企業体制2>（石川博友との共著、筑摩書房、1975年）
- 『世界の企業-フランス・イタリアの政府と企業-』<シリーズ比較企業体制3>（石川博友との共著、筑摩書房、1975年）
- 『世界の企業-西ドイツの経済と産業-』<シリーズ比較企業体制4>（石川博友との共著、筑摩書房、1975年）
- 『世界の企業-国際企業社会と日本-』<シリーズ比較企業体制5>（石川博友との共著、筑摩書房、1976年）
- 『日本の経済風土』（助川顕、長幸男、平田清明、三戸公、西山忠範、飯沼二郎、杉岡碩夫、松下圭一との対談集、日本評論社、1978年）
- 『戦後世界史の断面』上・中・下（朝日ジャーナル編、朝日新聞社<朝日選書>、1978-1979年）
- 『国鉄を考える』（井上ひさしとの共著、岩波書店<岩波ブックレット>、1986年）
- 『シュンペーター-孤高の経済学者-』（根井雅弘との共著、岩波新書、1993年）

### 編著
- 『岩波講座 現代都市政策』Ⅰ～ⅩⅠ、別巻（篠原一,松下圭一,宮本憲一と共編著、岩波書店 1972-1973年）
- 『変貌する資本主義』<現代人の思想11>（相良竜介と共編著、平凡社 1967年）
- 『明日の産業社会』<現代人の思想12>（相良竜介と共編著、平凡社 1967年）
- 『列島改造と公害』<ドキュメント昭和史8>（平凡社、1975年）
- 『戦後思想の潮流』（城塚登,判沢弘,山田宗睦と共編著、新評論 1978年）
- 『地方自治の潮流』（学陽書房、1979年）
- 『地方財政の再生と経営』（学陽書房、1980年）
- 『情報通信の発展とNTTの今後』（日本評論社、1996年）
- 『岩波 現代経済学事典』（岩波書店、2004年）
- 『老いの発見』全5巻（河合隼雄,副田義也,鶴見俊輔,日野原重明と共編著、岩波書店 1986-1987年）

## その他
京都大学最終講義「経済学40年」は、京都大学定年退官を記念して編まれた論文集である根井雅弘・西村周三編著『現代経済学の再検討』（日本評論社、1992年）に収められている。
佐藤金三郎の遺著『マルクス遺稿物語』（岩波新書、1989年）は、伊東も一部執筆している。
佐武一郎は、東京都立両国高等学校の同級生。